# Elio Herodiano
Elio Herodiano (en griego, Αἴλιος Ἡρωδιανός) (Alejandría, c. 130-Roma, c. 200) fue uno de los gramáticos más importantes de la antigüedad. Usualmente es conocido como Herodiano, excepto en los casos en los que podría ser confundido con el famoso historiador homónimo. 

## Vida
Fue hijo del lingüista griego Apolonio Díscolo y nació en la ciudad egipcia de Alejandría. De allí se trasladó a Roma, donde obtuvo el favor del emperador Marco Aurelio, a quien le dedicó una obra prosódica.

## Obra
Fue muy respetado por los gramáticos de su época. Prisciano le describió como el maximus auctor artis grammaticae ("el máximo creador del arte gramatical"). Ya en época bizantina, se le apodó como ὁ Τεχνικός (el Técnico).
Herodiano escribió muchas obras, pero es difícil realizar una lista definitiva de las mismas, habiéndose llevado a cabo numerosos debates sobre la autoría de varias de ellas que le han sido tradicionalmente atribuidas. Existen alrededor de sesenta títulos que tienen alguna conexión con el nombre de Herodiano. Las principales son:
- Sobre las particularidades de las palabras (Περὶ μονήρους λέξεως). Probablemente la única obra completa de Herodiano que ha sobrevivido (en espera de la confirmación de su posible autoría de aquellas obras de dudosa adscripción).
- Categorías (gramaticales) (Ἐπιμερισμοί, Partitiones). Dedicado a la explicación de varios vocablos encontrados en la literatura de Homero.
- Sobre la prosodia universal (Ἡ καθ' ὅλου προσῳδία, o Καθολικὴ προσῳδία, o Μεγάλη προσῳδία; De prosodia catholica), en veinte libros. Herodiano dedicó este trabajo al emperador Marco Aurelio. Sus temas centrales son la prosodia y la etimología. Conservada fragmentariamente, dos epítomes[2] y un índice han sobrevivido. Es posible que otros títulos que se conservan hoy día, atribuidos a Herodiano, sean parte de ella, especialmente una Prosodia homérica (Ὁμηρικοὶ προσῳδία), una Prosodia ática (Ἀττικὴ προσῳδία) y una Prosodia irregular (Ἀνόμαλος προσῳδία).
- Sobre las figuras (gramaticales) (Περὶ σχημάτων, De figuris). Se supone que esta obra fue transmitida bajo el nombre de Herodiano, pero parece que no fue escrita por él. Su autor es llamado "Pseudo-Herodiano".
- Filétero (Φιλέταιρος). Se le atribuye a Herodiano, pero no hay consenso general al respecto.[3]

## Ediciones
- Edición general: August Lentz y Arthur Ludwich 1879 [1867-70], Herodiani Technici reliquiae, reimpreso (Hildesheim, orig. Lentz); citado por volumen y por número de página.[4]

### Publicaciones recientes
- De los Scholia homerica: Hartmut Erbse 1969-1988, Scholia Graeca in Homeri Iliadem (scholia vetera), 7 volúmenes. (Berlín).
- Del De figuris: Kerstin Hajdú 1998, Ps.-Herodian, De figuris: Überlieferungsgeschichte und kritische Ausgabe (Berlín, Nueva York). ISBN 3-11-014836-6
- De las Partitiones: Jean François Boissonade 1963 [1819], Herodiani Partitiones, reimpreso (Ámsterdam).
- De la De prosodia catholica: August Lentz 1965 [1867], Grammatici Graeci vol. 3.1, reimpreso (Hildesheim).
- Del Epitome De pros. cath: Moritz Schmidt 1983 [1860], Ἐπιτομή τῆς καθολικὴς προσῳδίας (τοῦ Ἡρωδιανοῦ), reimpreso (Hildesheim).
- De los Schematismi homerici: Karl Lehrs 1857 [1848], Herodiani scripta tria emendatiora, 2ª. ed. (Berlín).
- Del Philetaerus: Johann Pierson et al. 1969 [1830-31], Moeridis Atticistae Lexicon Atticum, reimpreso (Hildesheim); Philetaerus ed. Georg Aenotheus Koch.